# Tak Chun Ka I
El  Tak Chun Ka I es un equipo de fútbol de Macao que milita en la Primera División de Macao.

## Historia
Fue fundado en la ciudad de Taipa en el año 1985 con el nombre AD Ka I.
Su primera temporada en la Primeira Divisao fue la de 2008-09 y desde su llegada ha sido un equipo protagonista que disputa los primeros lugares de la Primera División de Macao, pero nunca ha disputado un torneo internacional.
En el año 2015 el club cambia su nombre por el de Tak Chun Ka I.

## Palmarés
- Macau Championship: 3

2010, 2011, 2012
- - Sub-campeón:

2008-09
- Copa de Macao: 4

2008-09, 2010, 2011, 2012